# Еталон насадження 2

## Створення
Заповідне урочище «Еталон насадження 2» (втрачена) – об’єкт природно-заповідного фонду, що був оголошений рішенням Сумського Облвиконкому № 305    20.07.1972 року на землях Литовського лісництва (квартал 2). Адміністративне розташування - Охтинський район, Сумська область. 

## Характеристика
Площа – 12 га. 

## Скасування
Рішенням Сумської обласної ради № 334   21.11.1984 року пам'ятка була скасована. 
Скасування статусу відбулось по причині виключеня в зв’язку з тим, що цей квартал входить в заповідне урочище "Литовський бір".
Вся інформація про стоворення об'єкту взята із текстів зазначених у статті рішень обласної ради, що надані Державним управлянням екології та природних ресурсів Сумської  області Всеукраїнській громадській організації «Національний екологічний центр України» . .